# Mełnica (Bułgaria)
Mełnica (bułg. Мелница) – wieś w Bułgarii, w obwodzie Jamboł, w gminie Ełchowo. Według danych szacunkowych Ujednoliconego Systemu Ewidencji Ludności oraz Usług Administracyjnych dla Ludności, 15 grudnia 2018 roku miejscowość liczyła 251 mieszkańców.

## Historia
W miejscowości znajduje się forteca Versinikia, pod którą 22 czerwca 813 roku, w bitwie pod Versinikią, bułgarska armia chana Kruma Zwycięzcy rozbiła bizantyjską armię cesarza Michała I Rangabeusza.

## Osoby związane z miejscowością
- Dimityr Zechtinow (1950–2006) – bułgarski generał